# Барановка (Костромская область)
Барановка — деревня в составе Шангского сельского поселения Шарьинского района Костромской области России. 

## География
Расположена в центре района, в междуречье Большой и Малой Шанги.

## История
Согласно Спискам населенных мест Российской империи в 1872 году деревня относилась к 3 стану Ветлужского уезда Костромской губернии. Деревня располагалась при колодцах. В ней числилось 9 дворов, проживало 44 мужчины и 48 женщин.
Согласно переписи населения 1897 года в деревне проживало 135 человек (51 мужчина и 84 женщины).
Согласно Списку населенных мест Костромской губернии в 1907 году деревня относилась к Николо-Шангской волости Ветлужского уезда Костромской губернии. Отмечалось, что деревня располагается при ручье. По сведениям волостного правления за 1907 год в деревне числилось 26 крестьянских дворов и 156 жителей. В деревне имелась кузница. Основным занятием жителей деревни был лесной промысел.

## Население
| 2008 | 2010 | 2014 |
| ---- | ---- | ---- |
| 8    | ↗12  | →12  |